# Ichthuskerk (Heeg)
De Ichthuskerk in Heeg is een kerkgebouw in de gemeente Súdwest-Fryslân in de Nederlandse provincie Friesland.

## Beschrijving
De kruiskerk in neorenaissance stijl uit 1891 is gebouwd naar een ontwerp van Tjeerd Kuipers. De gereformeerde kerk, met een toren in de zuidoosthoek, is in 1967 verbouwd. Het interieur wordt gedekt door een houten tongewelf. Het orgel is gemaakt door Bakker & Timmenga.

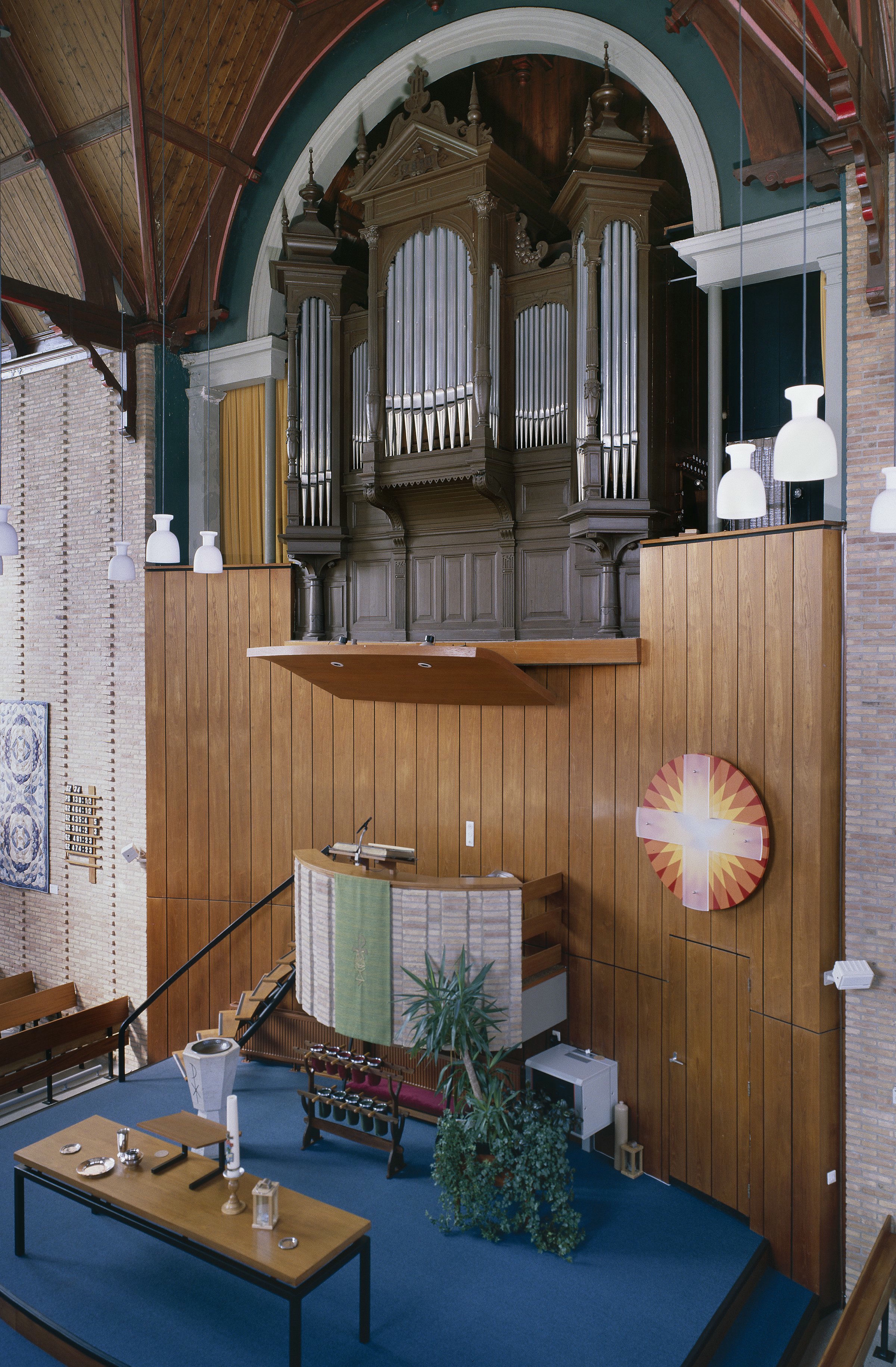
Interieur met orgel (2007)